# Studio Pierre Marchand
Le Studio Pierre Marchand, aussi connu sous le nom Studio PM, est un studio professionnel d'enregistrement et de mixage de musique fondé en 2008 et situé dans la Petite-Italie à Montréal, Québec, au Canada.
Fondé par le compositeur et réalisateur canadien Pierre Marchand, il a accueilli des artistes comme Arcade Fire (Reflektor), Sarah McLachlan, Cœur de pirate (Trauma, Child of Light BO), Patrick Watson,,, Rufus Wainwright, Martha Wainwright,, la liste n'étant pas exhaustive,,,,,.
Le studio est composé de 4 pièces pour une superficie totale de 3000 pieds carrés.

## Équipement
Le studio dispose d'une importante collection d'instruments de musique incluant un piano à queue Fazioli, un piano droit Steinway, de nombreux claviers, un choix de batteries modernes et vintage, et des guitares de référence dont une Gibson J-45.